# Pararge grandescens
Pararge grandescens är en fjärilsart som beskrevs av Ruggero Verity 1923. Pararge grandescens ingår i släktet Pararge och familjen praktfjärilar. Inga underarter finns listade i Catalogue of Life.